# Een ander leven
Een ander leven (2008) is een werk van de Zweedse auteur Per Olov Enquist. In 2008 won het boek de Augustprijs: een jaarlijkse Zweedse literatuurprijs, die als de meest prestigieuze literaire onderscheiding van Zweden wordt beschouwd.
Het boek mag doorgaan als de onofficiële autobiografie van de schrijver. Een belangrijke thema in het boek is de alcoholverslaving van de auteur. Opmerkelijk is dat het boek in de derde persoon geschreven is.
In 2009 verscheen het boek in het Nederlands, bij Ambo/Anthos uitgevers.